# Организациони центри микротубула
Организациони центри микротубула (ОЦМ) су структуре које се налазе у свим ћелијама биљака и животиња а из којих микротубуле настају. Две најважније врсте ОЦМ су базална тела која су придружена цилијама и одређени међућелијски спојеви код епителијалних ћелија, као и центрозоме.
Већина животињских ћелија током интерфазе имају један ОЦМ, који је обично лоциран близу једра, и у опшем случају уско придружен Голџијевом апарату током интерфазе. Овај ОЦМ се назива центрозома који обично садржи пар центриола. Микротубуле су у центрозоме усидрене својим минус крајем, и с обзиром да се микротубуле разлажу претежно са овог краја, ово усидрење има стабилизујуће дејство тако да микротубуле у ОЦМ-у могу расти веома брзо. Ова усмереност је важна и због транспорта везаног кроз мембрану, с обзиром да се моторни протеини, кинезин и динеин, крећу или у минус или плус правцу дуж микротубуле, преносећи везикуле у унутрашњост или спољашњост ендоплазматичног ретикулума и Голџијевог апарата.
Код епителних ћелија, ОЦМ се такође усидрују и организују микротубуле које сачињавају цилију. Као и код центрозома, ови ОЦМ стабилишу и усмеравају микротубуле како би, у овом случају, омогућиле једносмерно кретање саме цилије а не везикула које се по њој крећу.